# Moulin abbatial de Villers-la-Ville
Le moulin abbatial de Villers-la-Ville est, avec la pharmacie de l'abbaye de Villers, la chapelle Saint-Bernard, la Porte de Namur, la Porte de Bruxelles, la Porte de Nivelles et la ferme de l'abbaye de Villers-la-Ville, un des principaux vestiges de l'abbaye de Villers situés en dehors du site des ruines de l'abbaye, à Villers-la-Ville, commune belge du Brabant wallon.

## Localisation
L'ancien moulin à eau se situe sur la Thyle, face à l'entrée des ruines de l'abbaye de Villers, hors de l'enclos actuel de l'abbaye.
Il se dresse au numéro 55 de la rue de l'Abbaye (route nationale RN275), à l'intersection de celle-ci et de l'avenue Georges Speeckaert, à quelques dizaines de mètres de la chapelle Saint-Bernard.

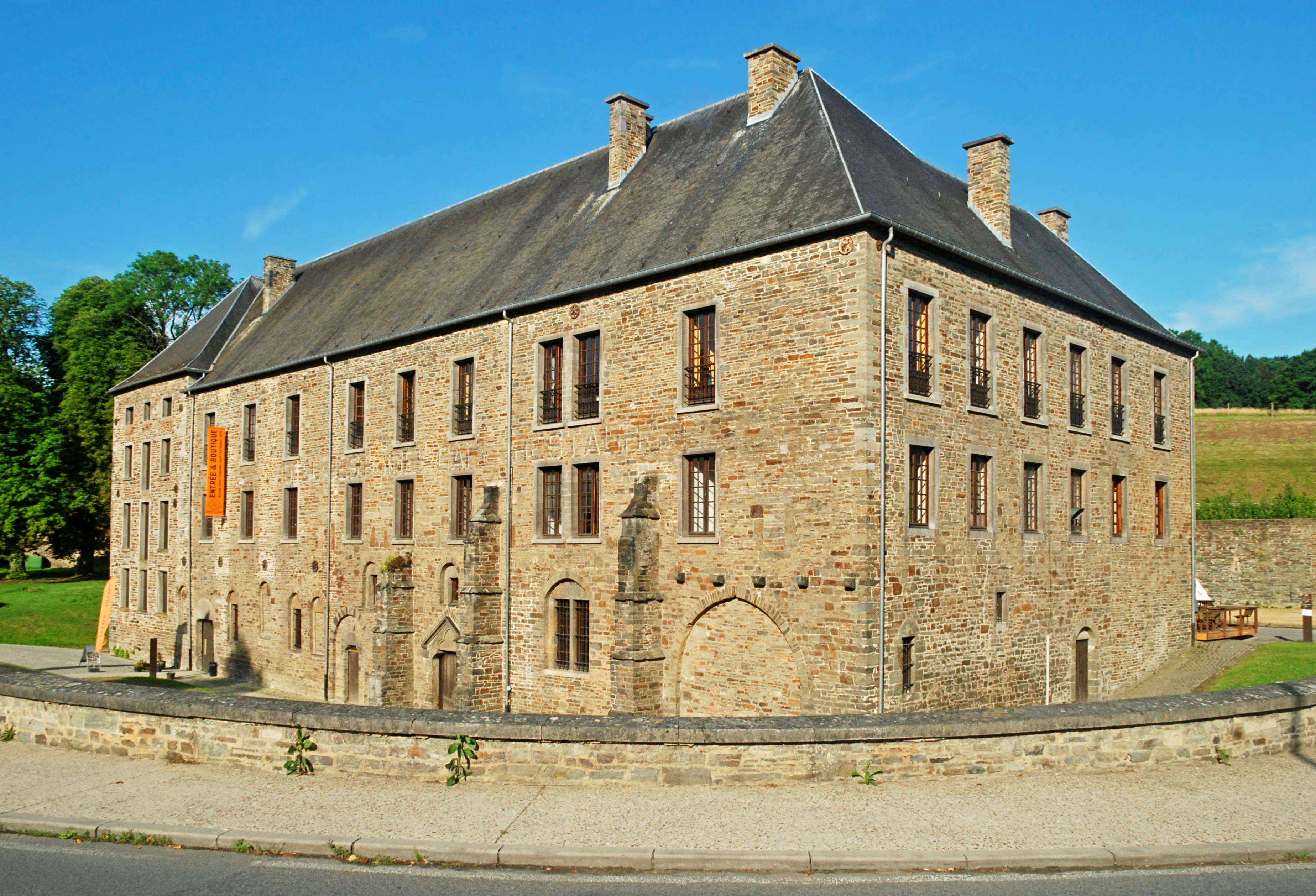
Angle nord-est.

## Historique

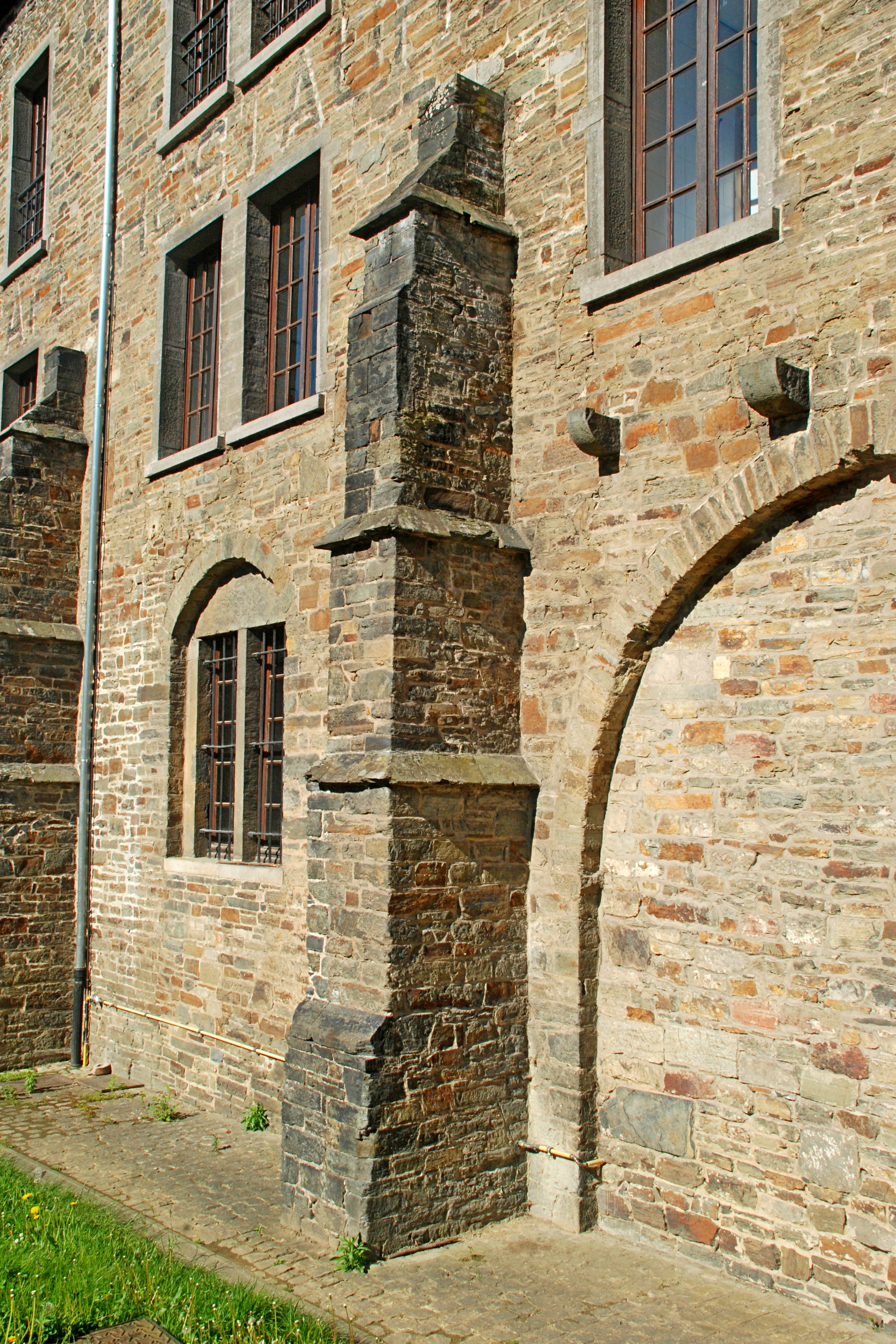
Un des grands contreforts.

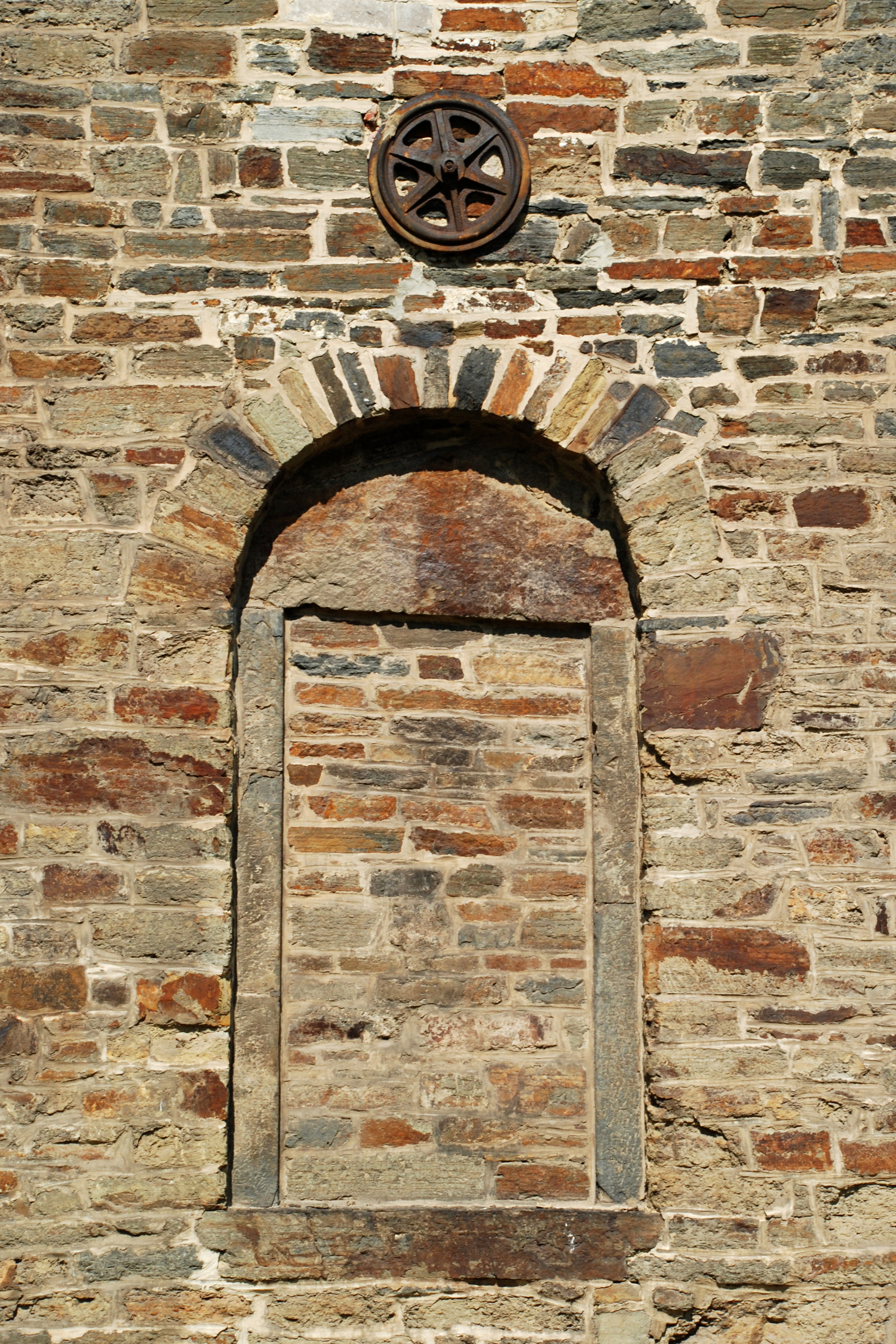
Fenêtre à linteau semi-circulaire.

Le moulin abbatial de Villers-la-Ville date des XIIe et XIIIe siècles mais les façades ont été fortement remaniées depuis le XVIIe siècle, en particulier au XIXe siècle où elles ont été rehaussées.
En 1645, le moulin est partiellement détruit par un terrible orage qui entraîne de nombreux dégâts aux autres bâtiments de l'abbaye (cloître, muraille…).
En 1797, le domaine abbatial (30 ha) est vendu en trois lots: l'abbaye, le moulin et la ferme,.
Le moulin et les ruines de l'abbaye sont expropriés par l'État belge en 1892, des restaurations y sont menées et les ruines sont ouvertes à la visite.
L'aile nord de l'ancien moulin est devenue un restaurant après un incendie survenu en 1953.
En 2014, des travaux ont lieu afin d'aménager dans l'aile sud du moulin un « Centre du visiteur » des ruines de l'abbaye. Ces travaux, cofinancés par la région Wallonne et le Fonds Européen de Développement Régional (FEDER), vont de pair avec un aménagement paysager des abords en vue de leur valorisation touristique. Depuis ce Centre, une passerelle conduira à partir de 2015 les visiteurs sur la colline située derrière la chapelle Saint-Bernard d'où ils auront une vue globale sur l'abbaye, avant de rejoindre celles-ci par une autre passerelle située au niveau des arcades de l'ancienne pharmacie de l'abbaye de Villers accidentées en novembre 2013.
Par ailleurs, une roue à aubes sera installée sur la Thyle à l'arrière du moulin pour produire de l'électricité,.

## Architecture
L'ancien moulin abbatial de Villers-la-Ville comprend deux ailes distinctes : l'aile nord, devenue un restaurant, et l'aile sud, appelée à devenir un centre du visiteur.

### Aile nord
L'aile nord occupe environ les 3/4 de la surface du bâtiment.

#### Façade orientale
La façade orientale, toute en longueur, présente dix travées, dont une travée aveugle et une travée double.
Les étages, fortement remaniés depuis le XVIIe siècle, présentent un agencement régulier de fenêtres rectangulaires à encadrement de pierre bleue (et garde-corps au deuxième étage). 
Le rez-de-chaussée, totalement asymétrique par contre, présente de nombreuses traces de l'état primitif sous la forme d'une succession très variée de portes et de baies de style roman et gothique.
On trouve ainsi sur cette façade orientale, du sud au nord :
- une large porte rectangulaire aux puissantes impostes et au linteau monolithique cintré ;
- une fine porte dont les impostes supportent un tympan monolithique et un arc en plein cintre, logée sous un arc de décharge ;
- une large porte rectangulaire surmontée d'un linteau monolithique en bâtière orné d'un arc trilobé[1] au contour moulurée ;
- une fenêtre rectangulaire à meneau de pierre, logée sous un arc de décharge porté par des piédroits harpés ;
- une grande porte cochère bouchée, en arc légèrement brisé, surmontée de cinq corbeaux en pierre bleue[1].

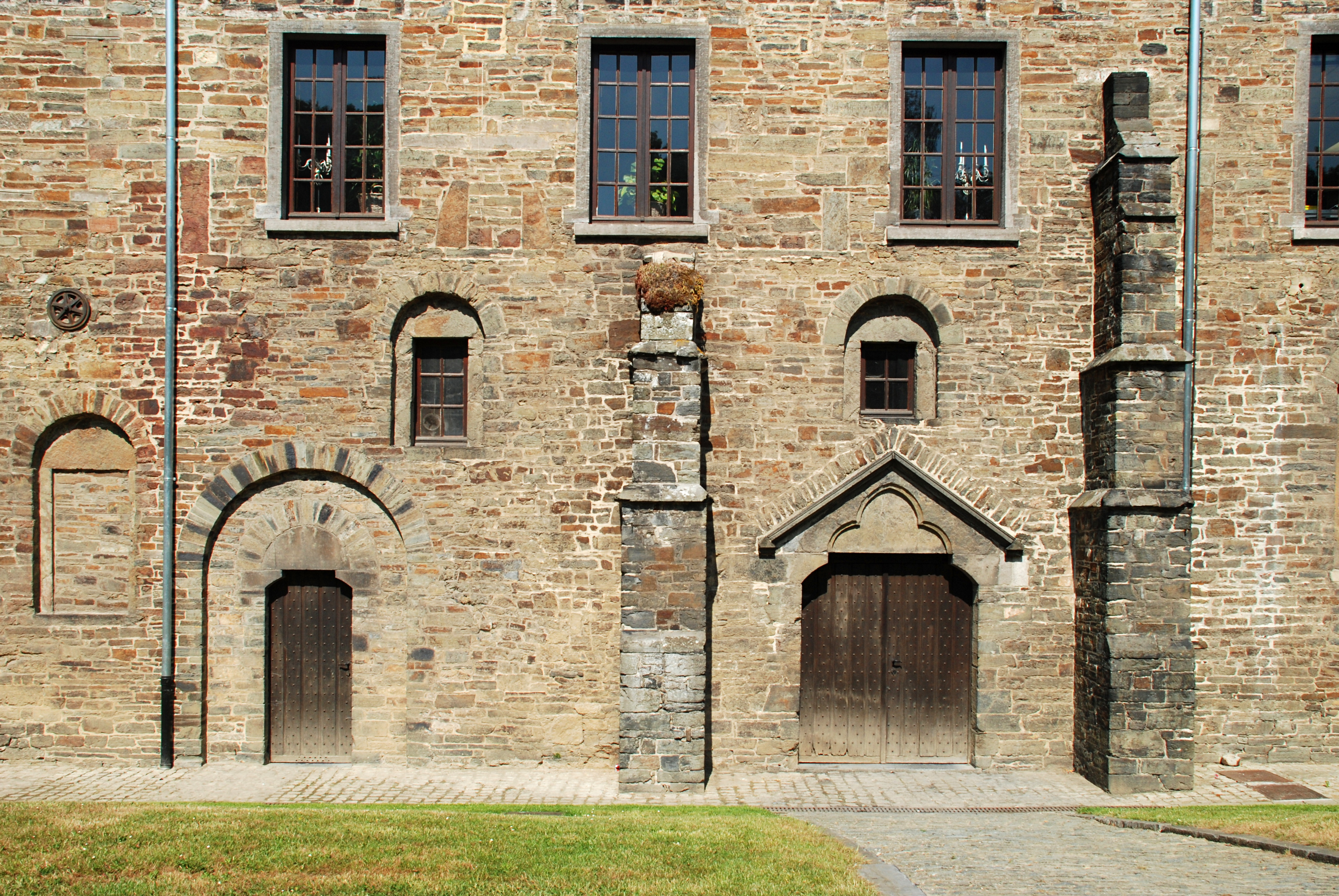
Deuxième et troisième porte.
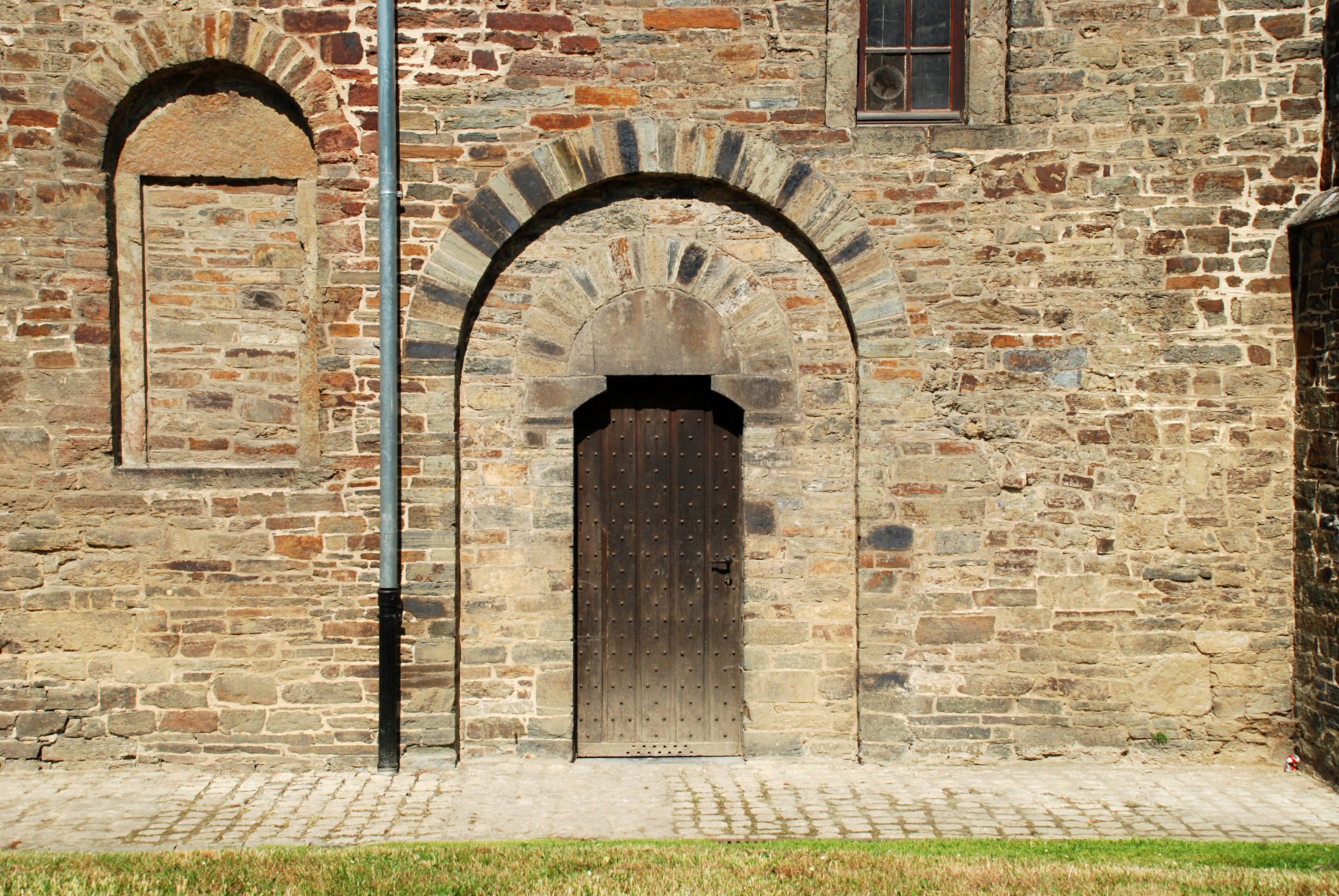
Deuxième porte.
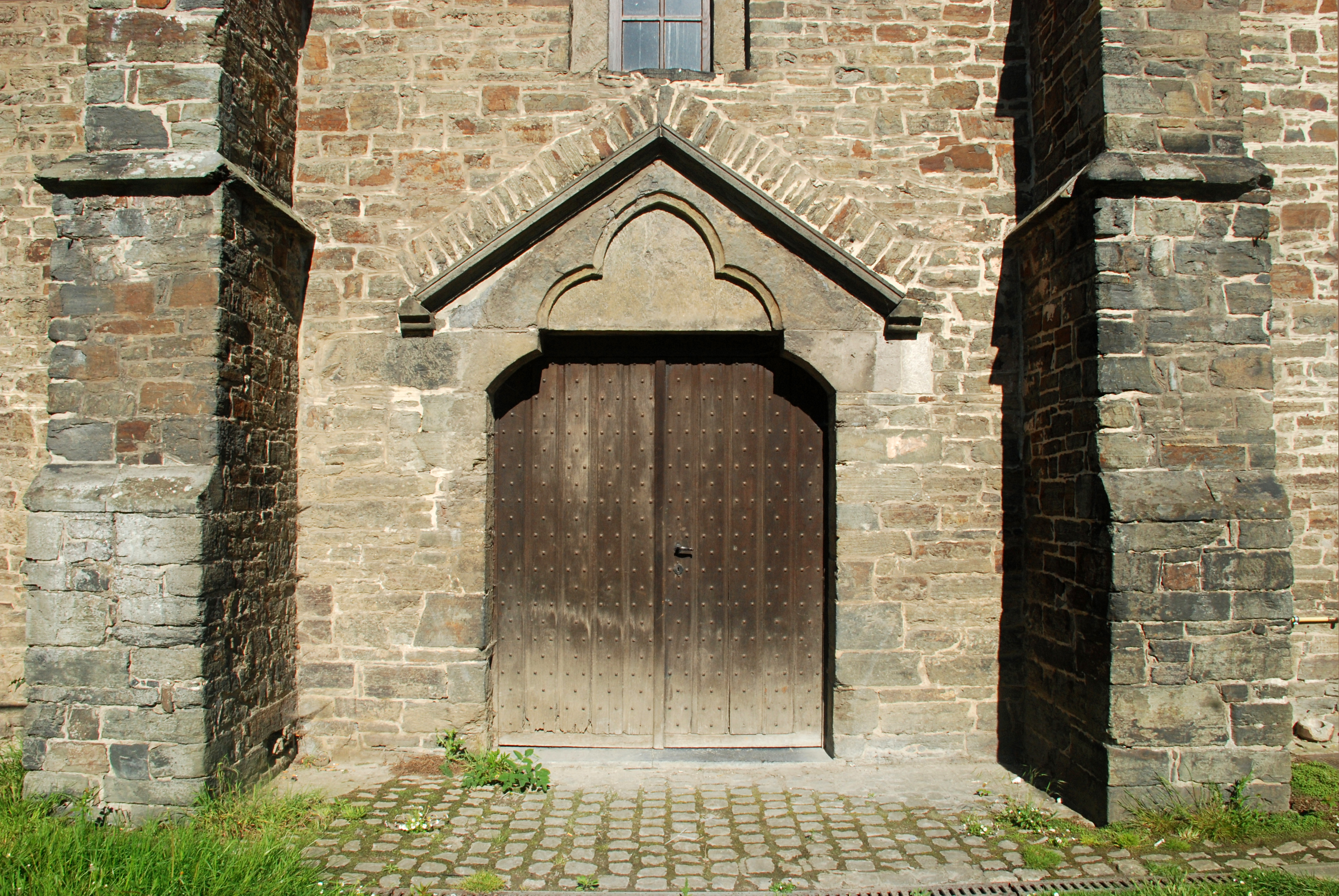
Troisième porte.
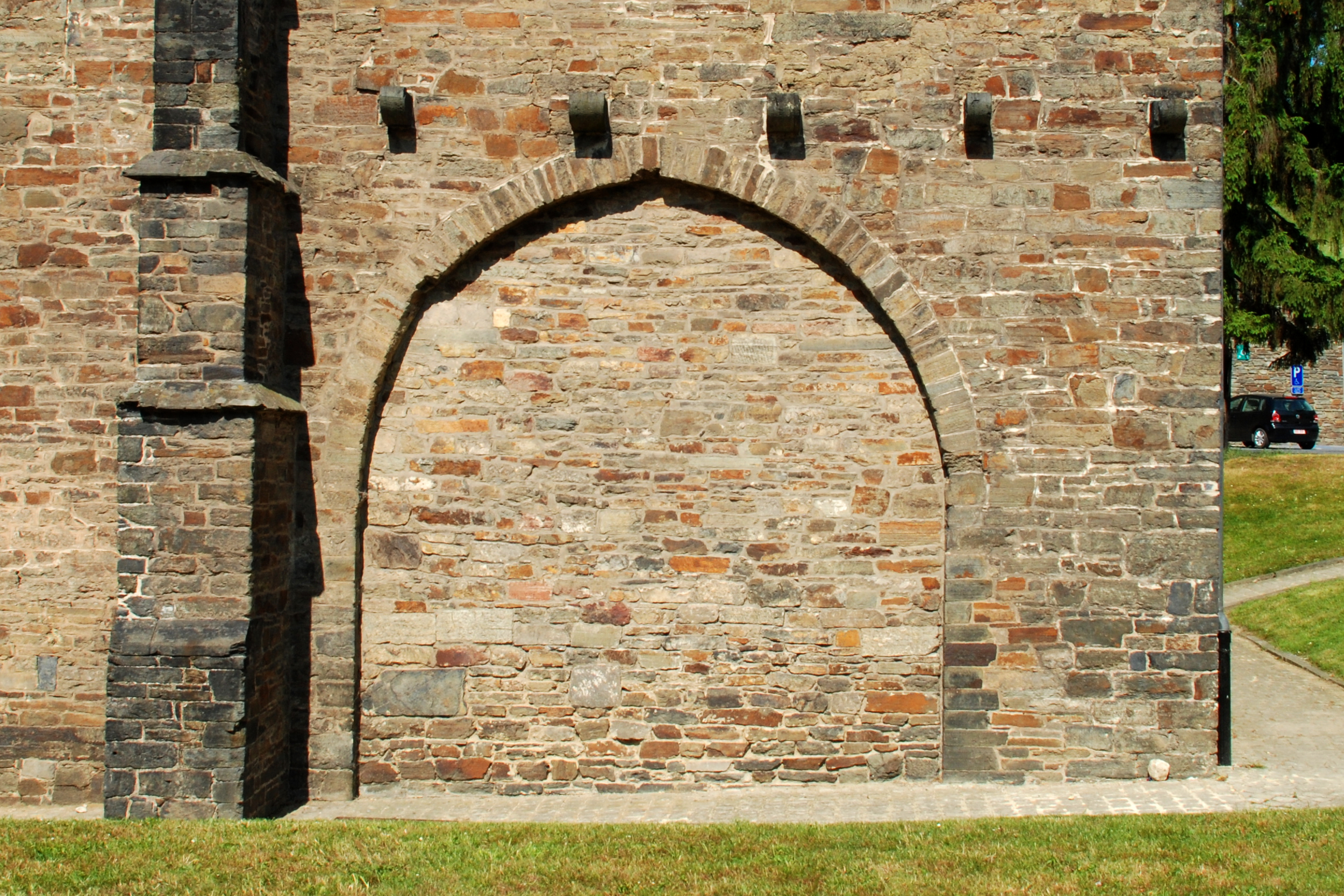
Porte cochère bouchée.

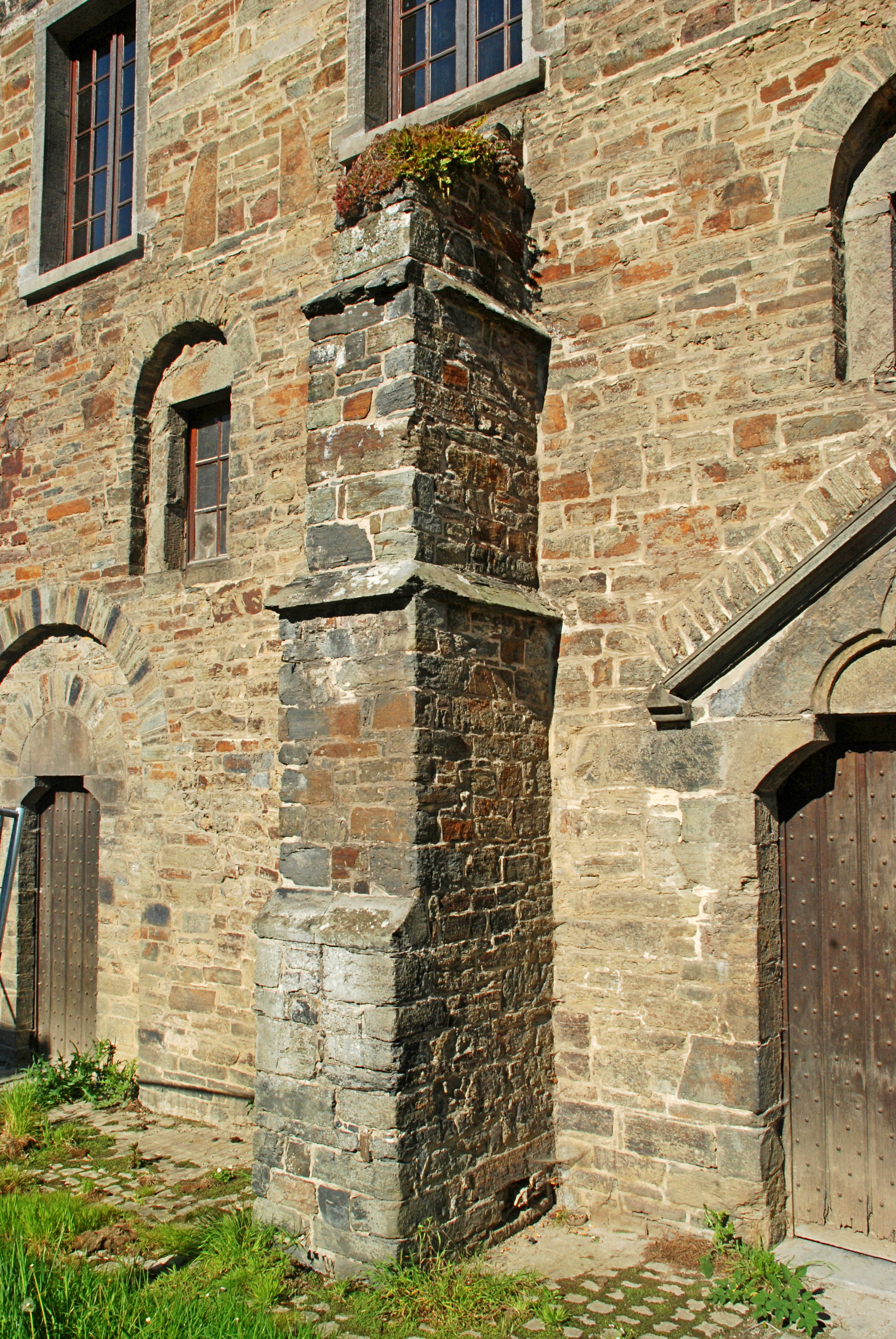
Le petit contrefort.

Par ailleurs, la façade orientale de l'aile nord est percée, à des hauteurs variables, de huit fenêtres rectangulaires (dont la double fenêtre à meneau déjà mentionnée) surmontées d'un linteau semi-circulaire et logées chacune sous un arc de décharge. Trois de ces fenêtres sont bouchées et l'une d'elles se trouve à la limite entre l'aile sud et l'aile nord du bâtiment. 
Enfin, la façade est rythmée, dans sa moitié sud, par quatre remarquables ancres de façade en forme de roue et, dans sa moitié nord, par trois puissants contreforts comportant chacun plusieurs niveaux en retrait l'un par rapport à l'autre (quatre pour le premier et six pour les deux autres).

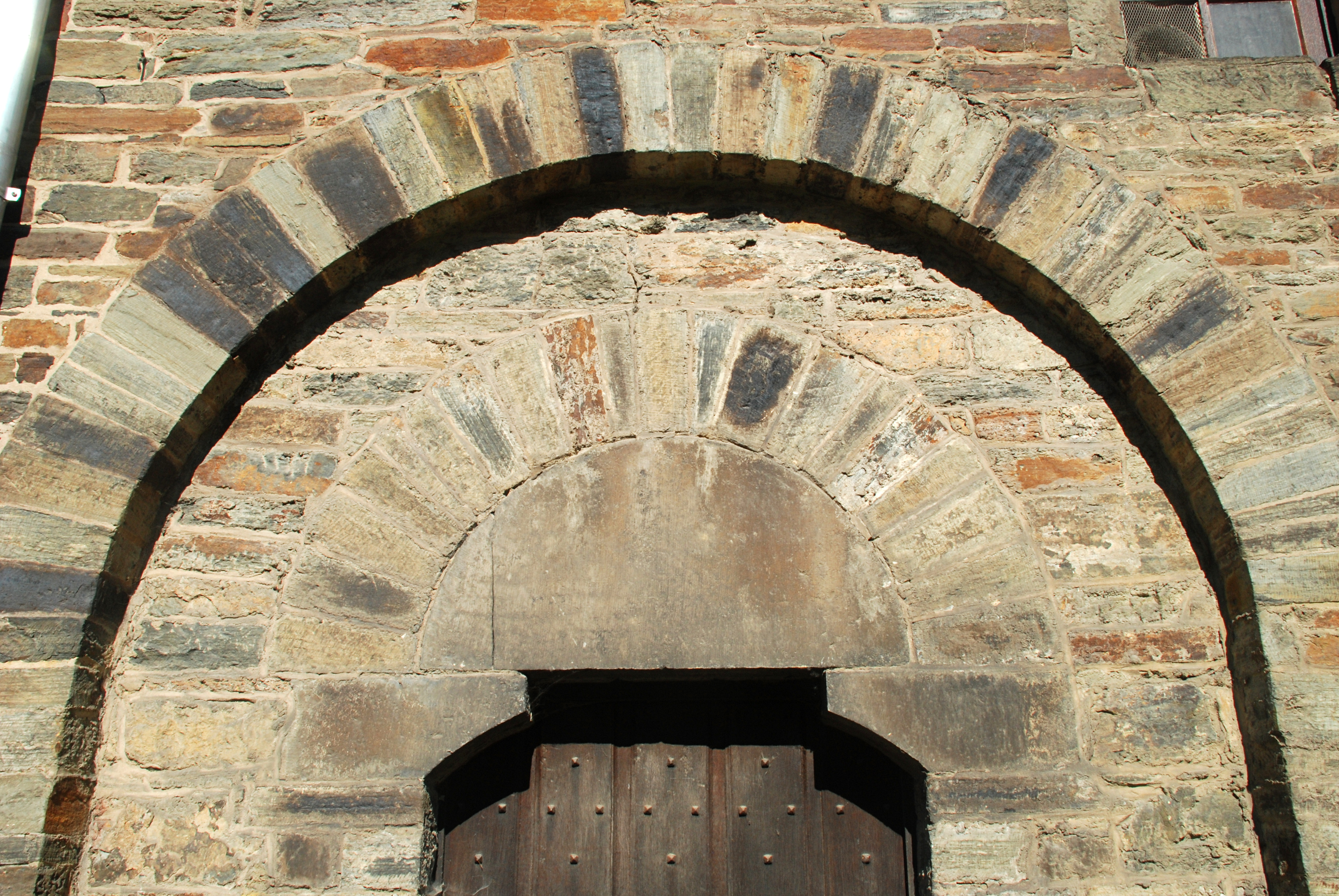
Tympan monolithique et arc en plein cintre sous un arc de décharge.
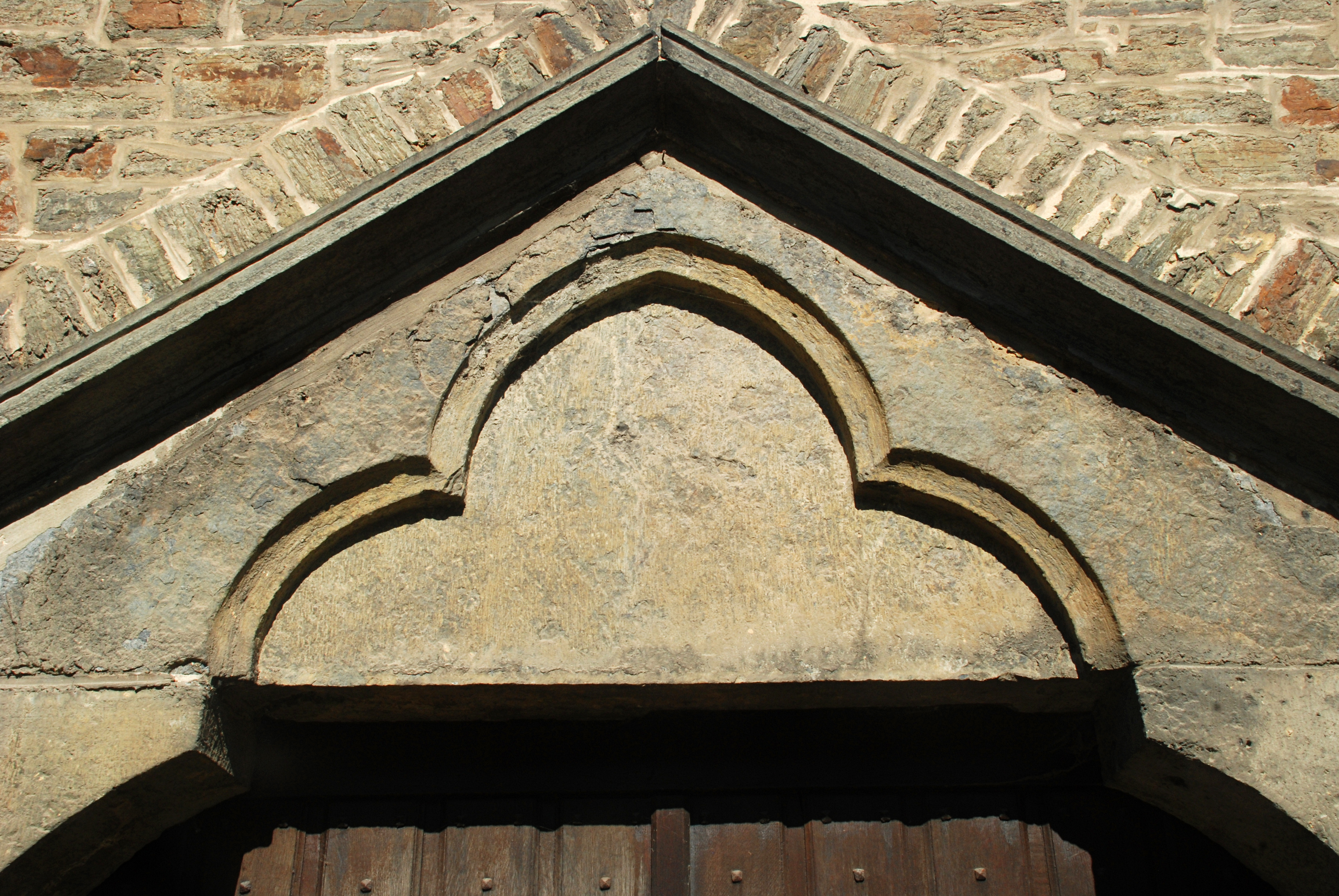
Linteau monolithique en bâtière orné d'un arc trilobé.
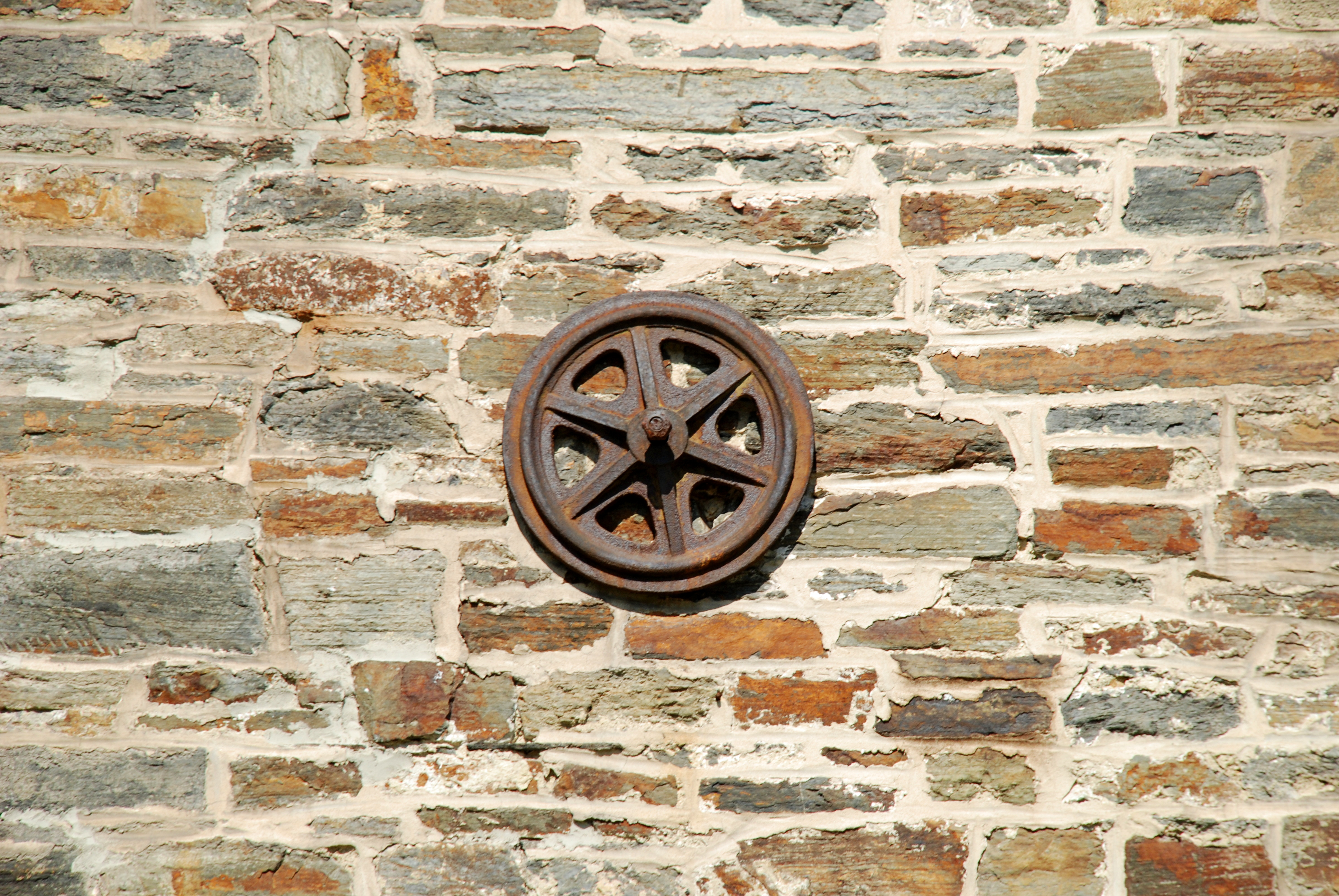
Ancre de façade en forme de roue.

#### Façade occidentale
La façade occidentale est en apparence plus courte que la façade orientale et ne compte que huit travées (dont deux travées aveugles), soit deux de moins que sa contrepartie. Ceci est dû au plan du moulin, plus étroit au sud à cause de la présence à l'arrière de la chute d'eau et du bief de la rivière, la Thyle.
Elle abrite la terrasse du restaurant ainsi que sa porte d'entrée. Surmontant un escalier de cinq marches de pierre bleue, cette porte porte rectangulaire possède des piédroits constitués de gros blocs de pierre et surmonté d'impostes massives supportant un linteau monolithique rectangulaire aux teintes de couleur rouille.

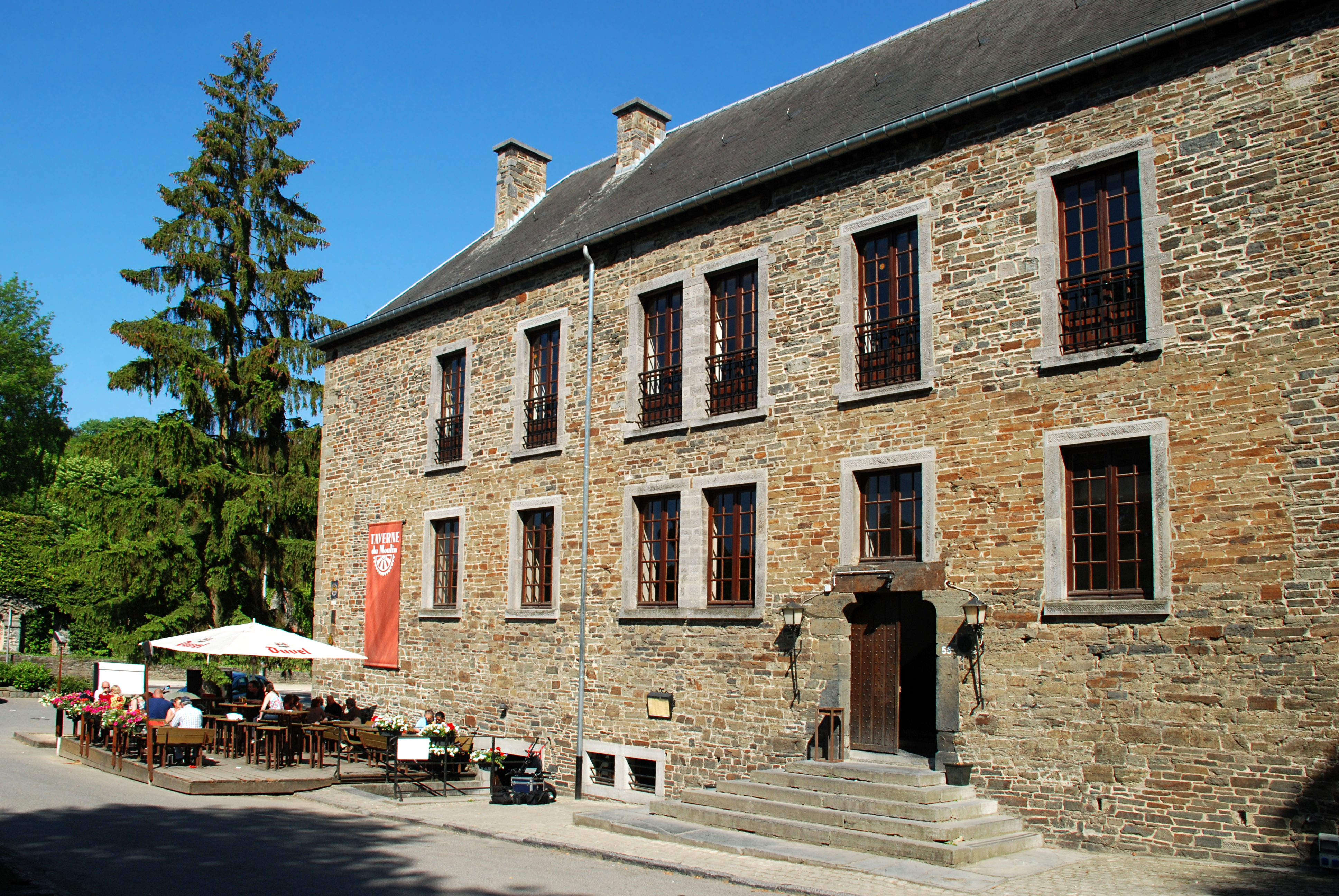
La façade occidentale.
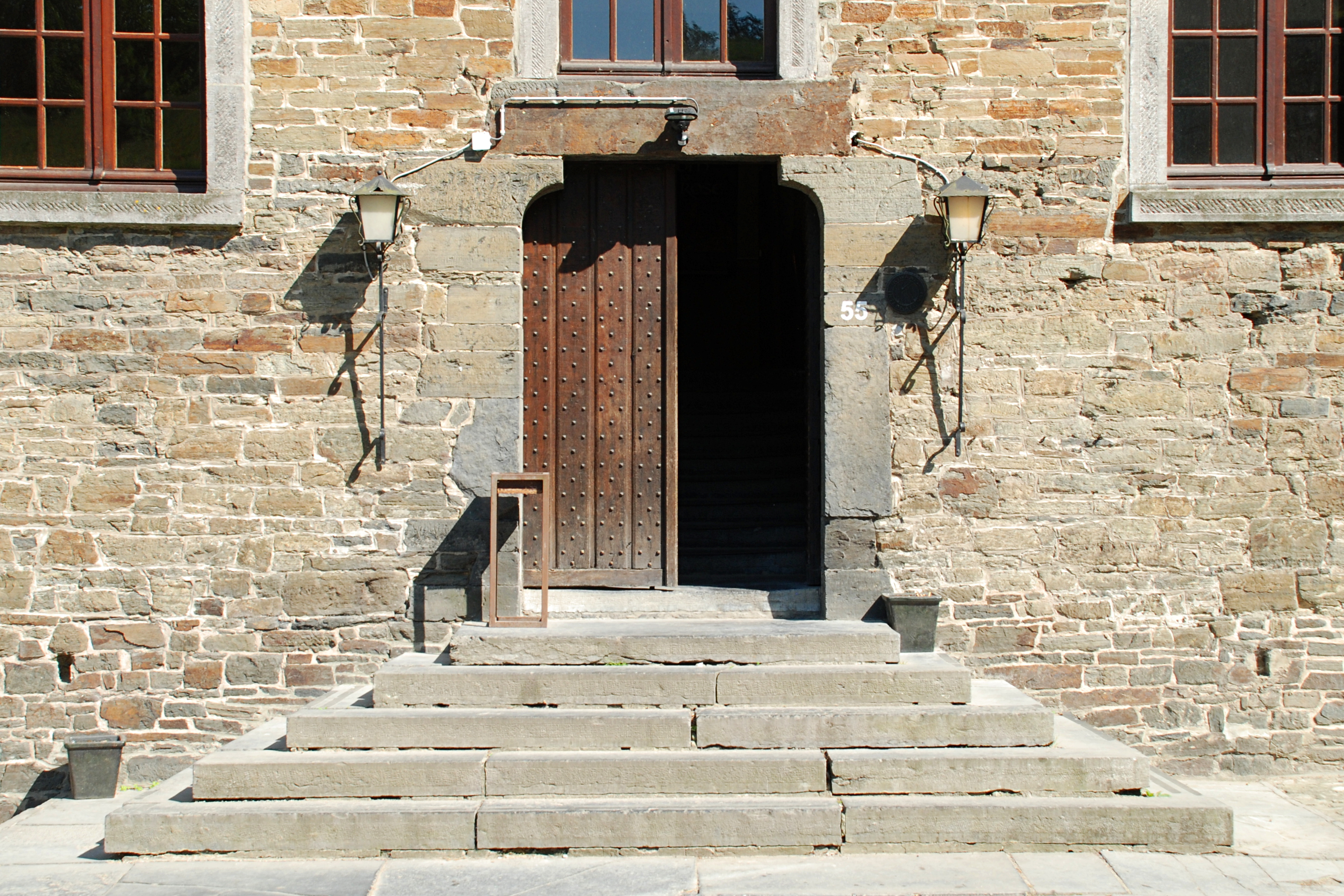
La porte d'entrée.

### Aile sud

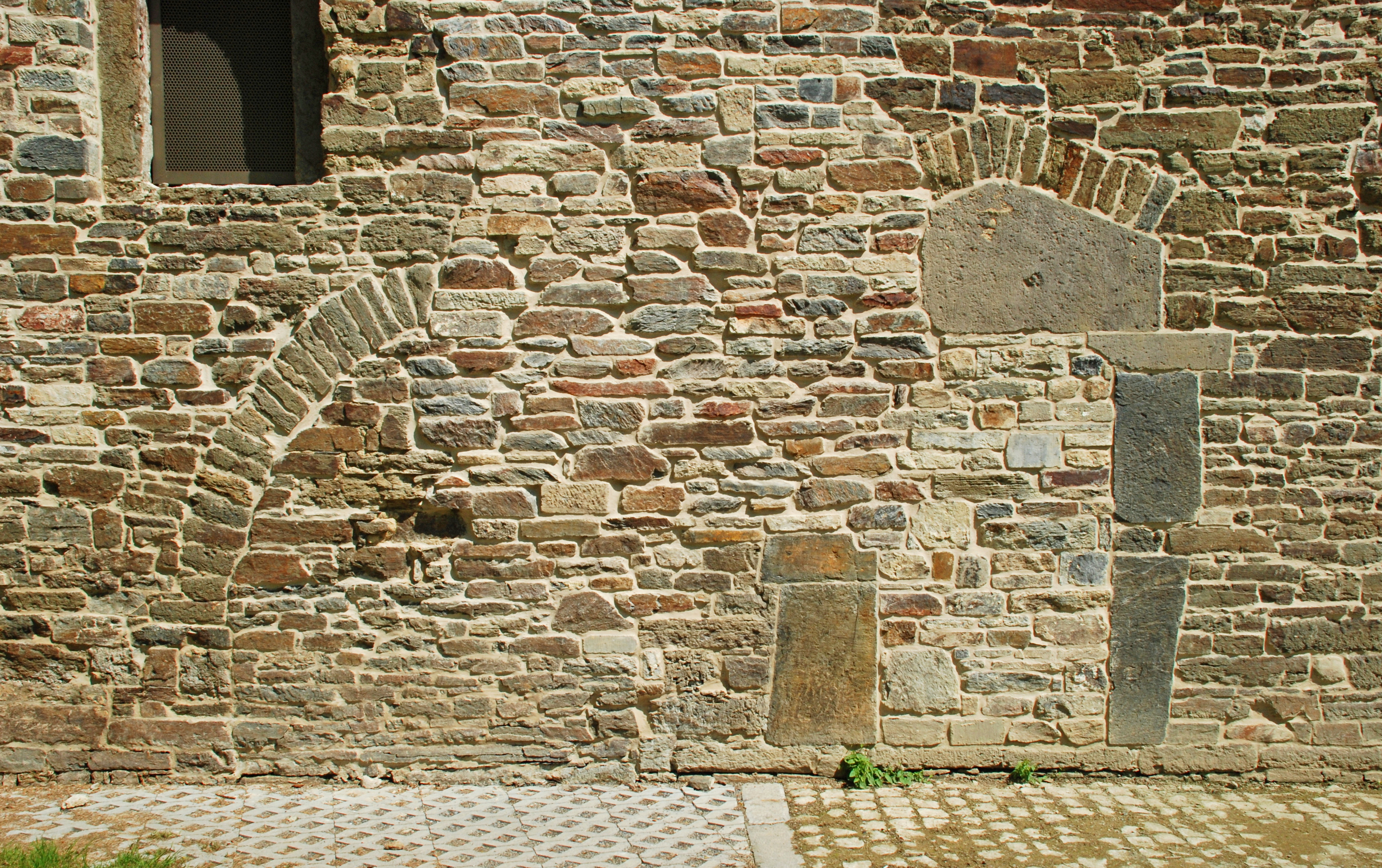
Baies de la façade méridionale après la restauration de 2014.

L'aile sud, beaucoup plus courte que l'aile nord, présentait avant la restauration de 2014, un état de conservation assez mauvais. Ses fenêtres n'avaient plus ni châssis ni vitrage, certaines baies de la façade méridionale avaient fait l'objet de réparations hâtives avec des blocs de béton ou des briques rouges, d'autres avaient perdu leur linteau de pierre…
Mais elle a été fortement embellie par la restauration de 2014.
Sa façade méridionale est très intéressante, avec un remarquable triplet de hautes fenêtres en plein cintre au deuxième étage, surplombant un belle série de cinq baies cintrées plus petites, à linteau semi-circulaire, au premier étage. 
La façade orientale de l'aile sud ne présente à l'est que trois travées, percées de quatre niveaux de fenêtres rectangulaires dont les dernières sont beaucoup moins hautes.
Sa façade occidentale, enfin, est bordée par la chute d'eau et le bief de la Thyle.
Les diverses façades de l'aile sud sont ornées de belles ancres de façade en forme de roue semblables à celles déjà décrites plus haut.

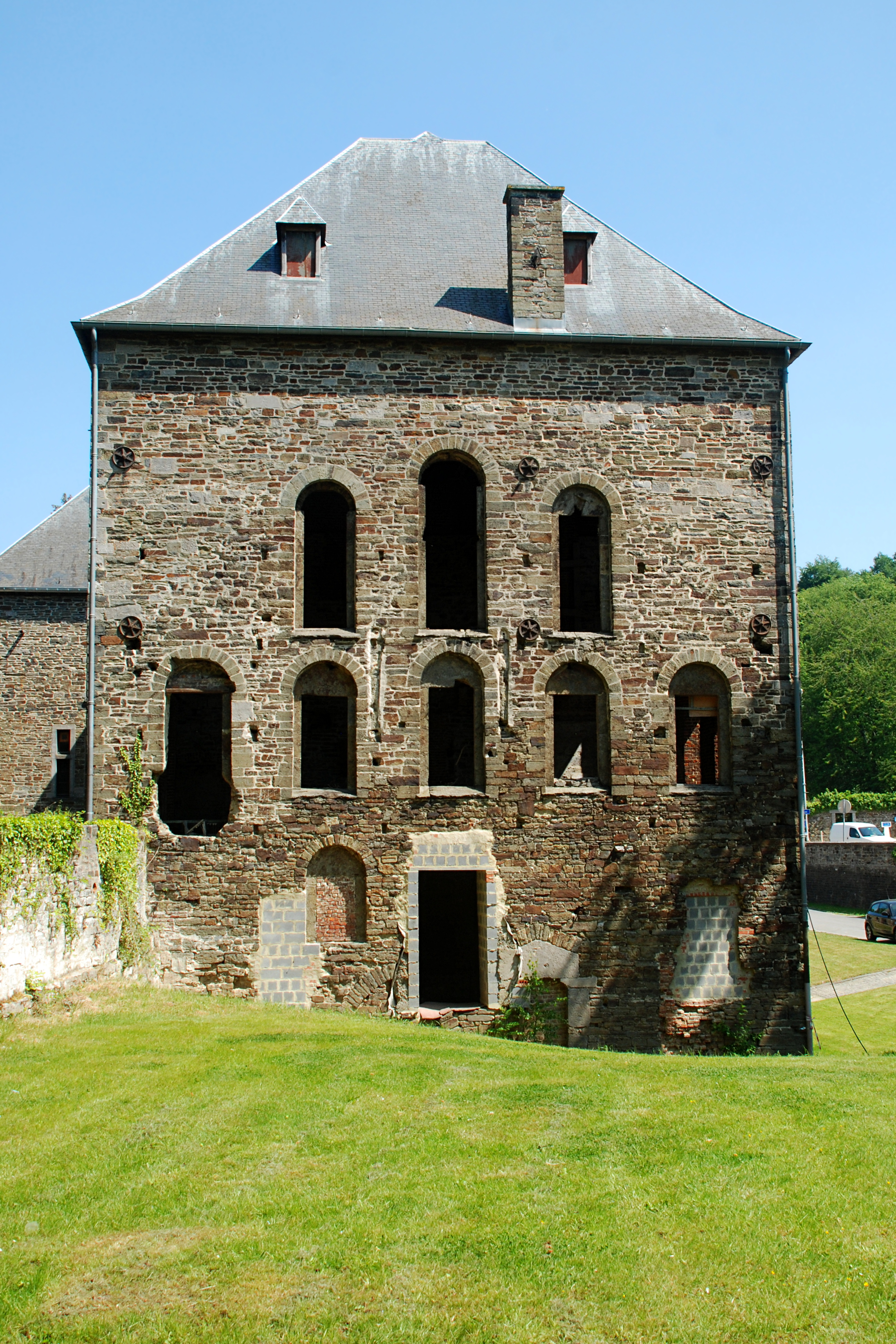
La façade sud : état 2011 avant la restauration de 2014.
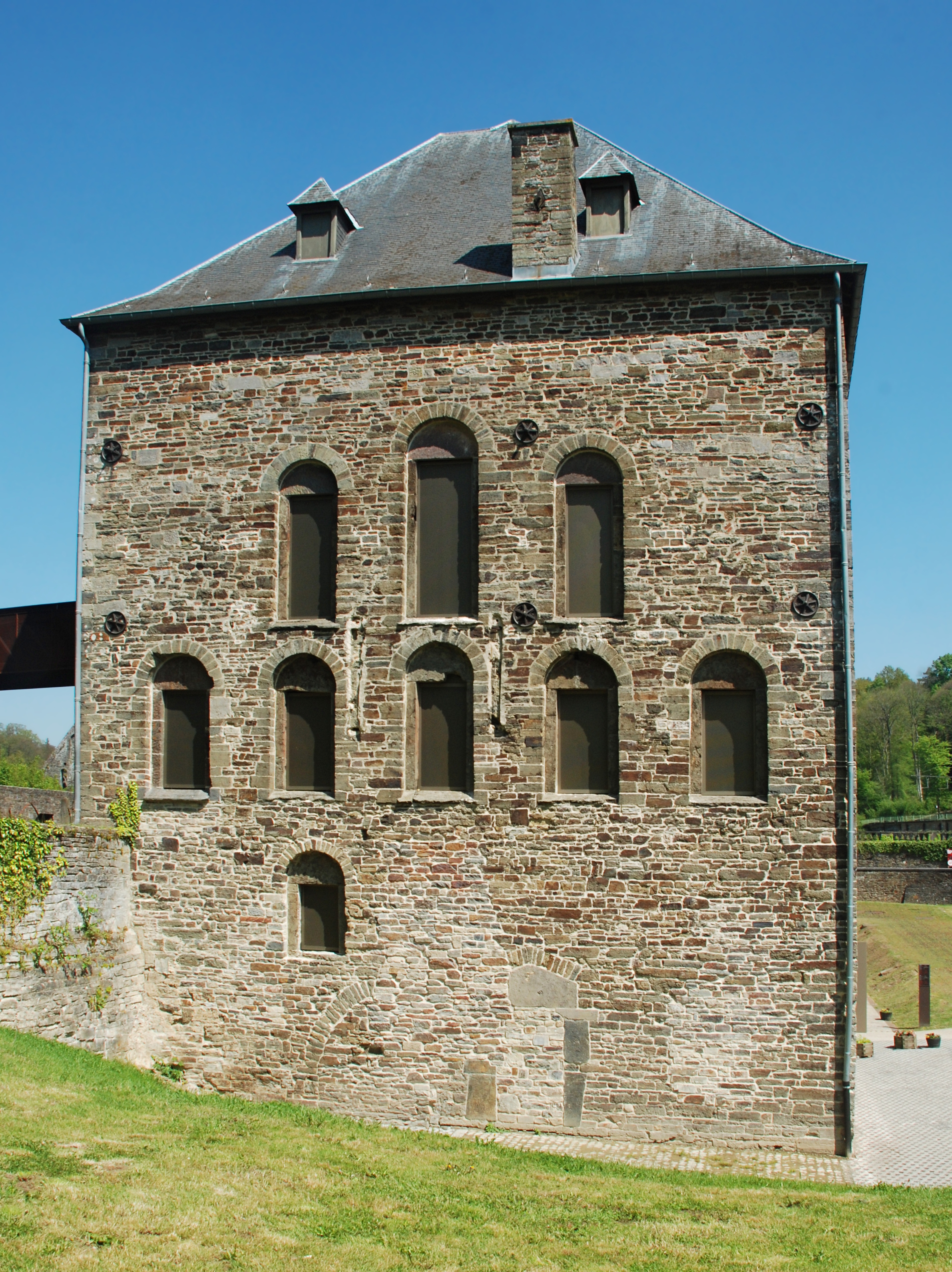
La façade sud : état 2017 après la restauration de 2014.
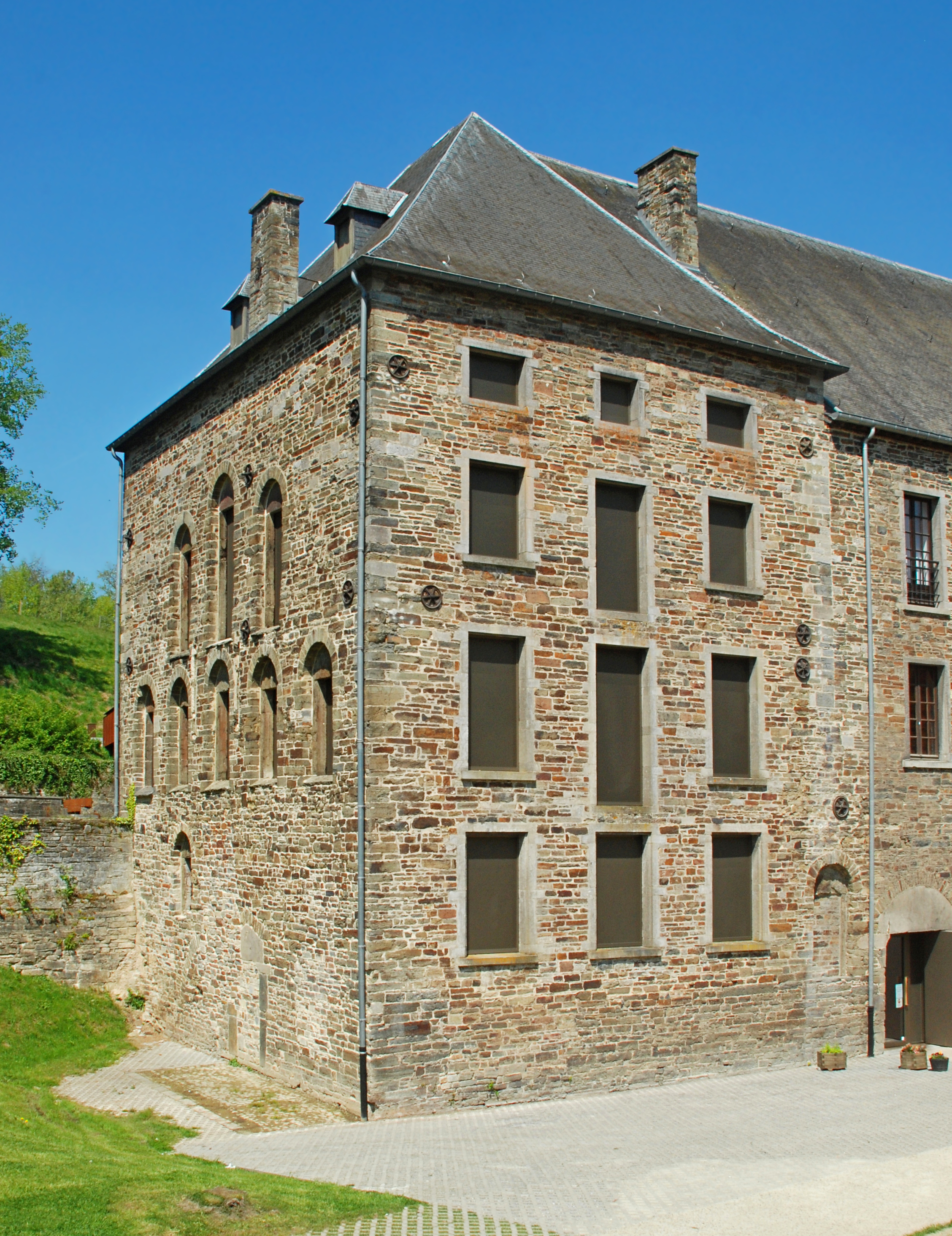
L'angle sud-est (état 2017).
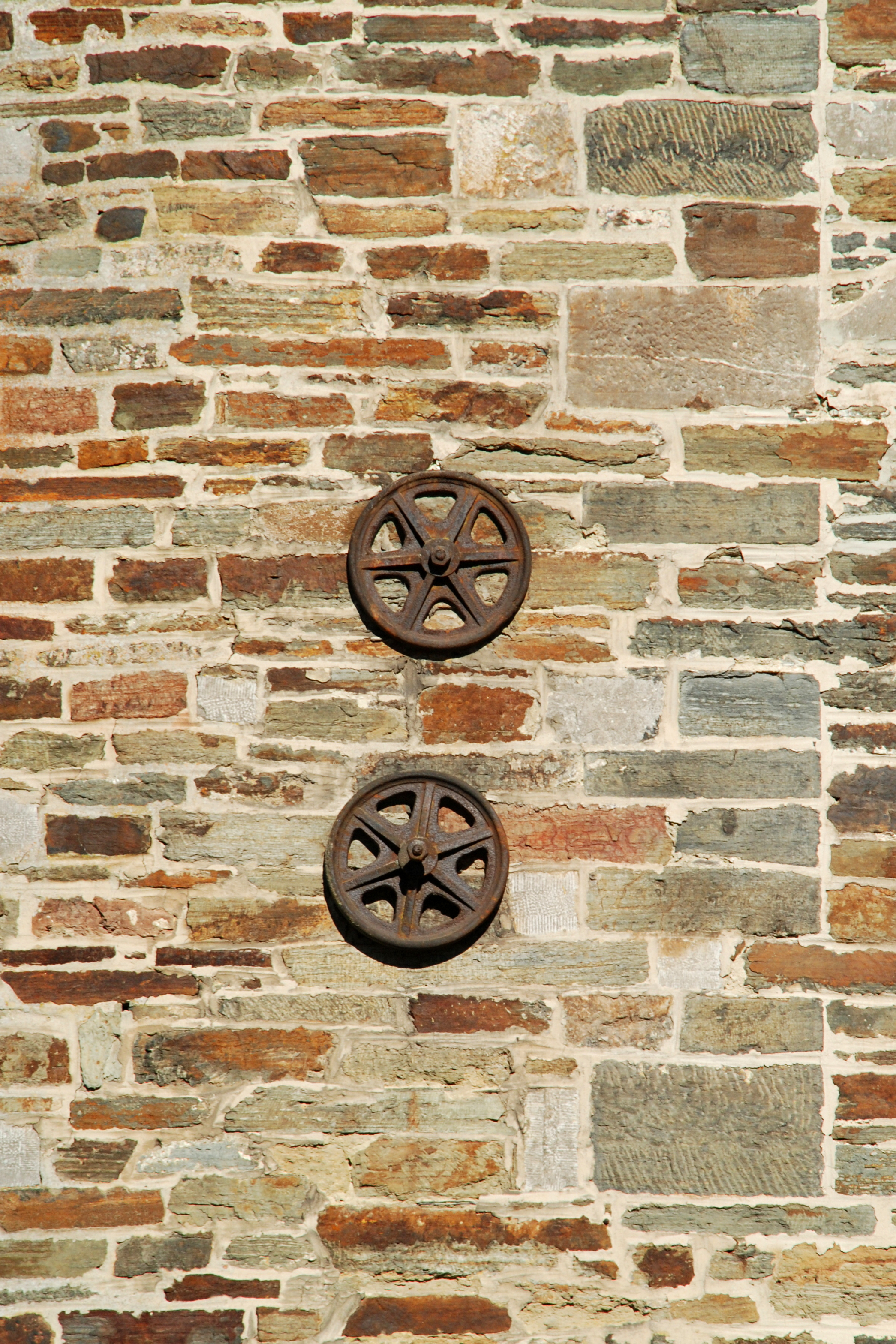
Ancres de façade.
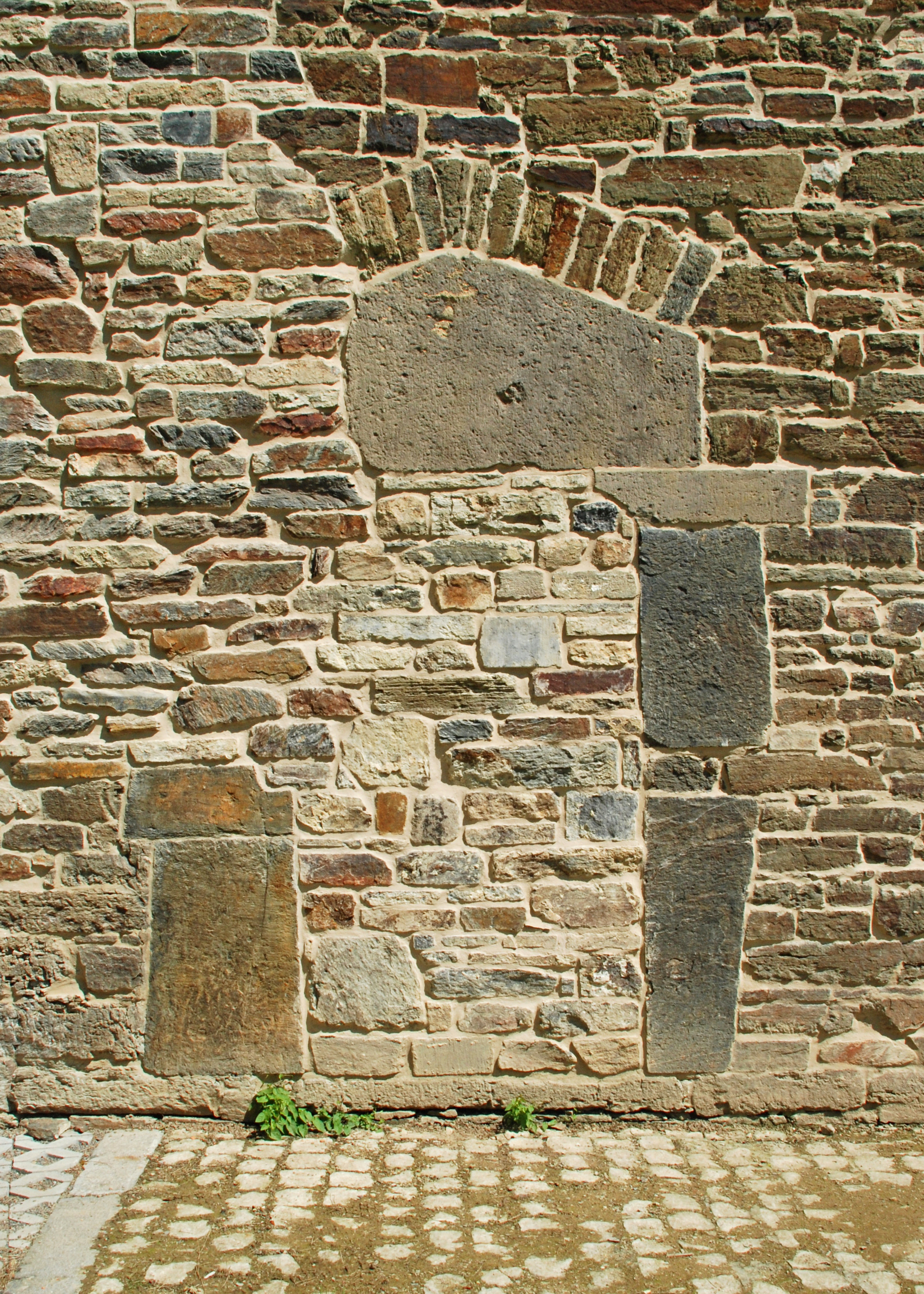
Porte murée de la façade méridionale.